# Voulzie
Die Voulzie ist ein Fluss in Frankreich, der im Département Seine-et-Marne in der Region Île-de-France verläuft. Sie entspringt unter dem Namen Ru de Janvry im Gemeindegebiet von Voulton und wird im Oberlauf später auch Traconne genannt. Sie entwässert anfangs Richtung Südost, dreht dann auf Südwest und mündet nach rund 44 Kilometern im Gemeindegebiet von Saint-Sauveur-lès-Bray als rechter Nebenfluss in die Seine.

## Orte am Fluss
- Beauchery-Saint-Martin
- Léchelle
- Provins
- Sainte-Colombe
- Longueville
- Jutigny
- Les Ormes-sur-Voulzie
- Saint-Sauveur-lès-Bray

## Wasserversorgung von Paris
Im Quellgebiet der Voulzie und seiner Nebenflüsse Ru de Barcq (auch Durteint genannt) und Ru du Dragon wurden in den 1920er-Jahren etliche Quellen gefasst und in einer 55 Kilometer langen Wasserleitung, dem Aqueduc de la Voulzie, in Richtung Paris abgeleitet. Das Aquädukt überquert bei Champagne-sur-Seine den Fluss Seine und vereinigt sich westlich von Moret-sur-Loing mit den beiden anderen Wasserleitungen Aqueduc de la Vanne und dem Aqueduc du Loing et du Lunain. Alle drei zusammen stellen die Trinkwasserversorgung von Paris aus Richtung Süden dar.

## Canal de la Voulzie
Der heute zumeist Canal des Ormes genannte Kanal sollte bei seinem Baubeginn, Ende des 18. Jahrhunderts, eine schiffbare Verbindung von der Seine entlang der Voulzie bis zur Stadt  Provins schaffen. Die Arbeiten gingen sehr schleppend voran und wurden in der ersten Hälfte des 20. Jahrhunderts gänzlich eingestellt. Der Kanal führt heute daher nur bis Les Ormes-sur-Voulzie und ist für die Schifffahrt ohne Bedeutung. 
Durch die Wasserentnahme für den Aqueduc de la Voulzie wurde jedoch die Wasserführung der Quellflüsse so gering, dass sie für den Eigenbedarf von Provins und seiner Umgebung nicht mehr ausreichte. Zur Kompensation wird nunmehr Wasser über den Canal des Ormes aus der Seine entnommen, in die Quellgebiete hochgepumpt und dort zur Verbesserung der Wasserführung wieder in die Flüsse eingeleitet.